# Montse Ingla
Montse Ingla és una editora catalana, actualment editora i sòcia fundadora de l'editorial Arcàdia. Llicenciada en filologia catalana per la Universitat Autònoma de Barcelona i postgrau en gestió d'institucions artístiques i culturals, economia i empresa, ha desenvolupat una part de la seva activitat professional a la revista Saber, a Olimpíada Cultural SA-COOB’92, a la Fundació Antoni Tàpies i a la Universitat Pompeu Fabra. Des de 1998 és directora literària de l'Editorial Cruïlla (Grupo SM).